# Pan Geng
Pan Geng (盤庚) de son nom personnel Zi Xun (子旬). Il fut le dix-huitième roi de la dynastie Shang.

## Règne
Il succéda à son frère aîné Yang Jia à Yan (奄) en -1401. Dans la septième année de son règne, ses vassaux Ying, sont venus lui verser un tribut et lui rendre hommage.

## Le début de l'ère Shang-Yin
Dans la quatorzième année de son règne, il déplaça la capitale à Beimeng (北蒙) qu'il renomma Yin (殷). À partir de ce moment, on commença à appeler la dynastie, la dynastie Shang-Yin. Dans la quinzième année de son règne, il réaffecta son armée à la nouvelle capitale. Dans sa dix-neuvième année, il envoya son ministre Fen (邠侯) à Yawei. Il régna de -1401 à -1373.